# 1962年大韓民国の国民投票
1962年大韓民国の国民投票（1962ねんだいかんみんこくのこくみんとうひょう、朝鮮語: 1962년 대한민국 국민투표）は、1962年12月17日に実施された大韓民国における国民投票である。

## 概要
1961年5月の軍事クーデターで政権を掌握した朴正煕将軍を首班とする軍事政権（国家再建最高会議、以下「最高会議」）が、1963年の民政移譲に向けて策定した憲法改正案の是非を問うために行われたもので、62年10月10日に最高会議が公布した「国民投票法」に基づいて実施された。投票の結果、7割以上の賛成で改正案は承認され、12月26日に正式に第5次改正憲法（第三共和国憲法）が公布された。なお最高会議は改憲案が国民投票に付せられる12日前の12月6日午前0時を期して戒厳令を569日ぶりに完全解除した（61年5月16日午前9時、全国に非常戒厳令が公布された後同年5月27日に警備戒厳令に代えられていた）。

## 改憲案の主な内容
1962年7月11日に設置された憲法審議委員会（委員長：李周一最高委員）にて審議が進められた第5次憲法改正案の主な内容は以下の通りである。
1. 大統領の直接選挙制導入
2. 大統領中心制の導入（1期4年で再選は1回のみ容認）
3. 国会を両院制から一院制に戻す
4. 国会議員選挙立候補者の所属政党公認制
5. 国会議員選挙に全国区比例代表制を導入
6. 党籍離脱時の議員資格喪失
7. 国会議員の兼職禁止及び利権運動禁止
8. 副大統領制の廃止及び国務総理復活
9. 司法権の独立保障と大法院（日本における最高裁判所に該当）に違憲審査権を付与
10. 非常設機関としての弾劾裁判所を新設
11. 憲法改正の国民投票による決定

この改憲案に対し野党側は、特定人物（この場合朴正熙を指すものと考えられる）のために改憲をした疑いがあり、権力構造を大統領中心制にしたのも軍政派の政権掌握のためであると非難した。

## 投票結果
憲法改正案は62年11月5日に最高会議の議決を得て即日公表され、30日間の公告期間を経て投票が行われた。
| 投票人数 | 12,412,798 |
| 投票者数 | 10,585,998 |
| 投票率   | 85.2%      |

| 有効票                         | 賛成票   | 8,339,333  |
| 有効票                         | 反対票   | 2,008,801  |
| 有効票                         | 合計     | 10,348,134 |
| 無効票                         | 無効票   | 237,864    |
| 投票者数                       | 投票者数 | 10,585,998 |
| 投票者に対する賛成比率：78.8％ |          |            |

出典：別表2　國民投票状況、『大韓民国選擧史　第1輯』769頁
国民投票の結果、8割以上の有権者が投票し、投票した有権者の内、8割近くが賛成票を投じた。この結果、第5次憲法改正案は承認され、62年12月26日に正式に憲法が公布された（第5次改正憲法）。そして朴正熙最高会議議長は、公布翌日の27日に翌1963年4月に大統領選挙、5月に国会議員選挙、そして8月に民政移譲を実施するとした民政移譲のスケジュールを発表し、同時に彼自身も大統領選挙に出馬することを表明した。また同月31日には「1963年1月1日を期して国民一般の政治活動を許可する」と宣言した。これにより、軍政発足以来禁止されていた国民の政治活動は約1年7ヶ月ぶりに再開されることになった。